# Scienze della comunicazione
Le scienze della comunicazione sono le scienze sociali che studiano la comunicazione umana. Le scienze coinvolte in questi studi sono numerose e si differenziano non solo per gli approcci, ma anche per le tipologie di fenomeni comunicativi che osservano. 
In ambito accademico quando si parla di comunicazione si allude quasi sempre alle comunicazioni di massa (giornalismo, radio, televisione, cinema, nuovi media) e ai processi comunicativi di tipo istituzionale o professionale, cioè la comunicazione pubblica (intesa come comunicazione della pubblica amministrazione), la comunicazione sociale e la comunicazione d'impresa, comprendente la pubblicità, le pubbliche relazioni e alcuni segmenti del marketing. Di solito, invece, per riferirsi ai processi di comunicazione interpersonale si parla di "scienze del linguaggio".

## Discipline

### Sociologia
I fenomeni comunicativi, e in particolare mediatici, sono da sempre oggetto di interesse della sociologia. Se con la locuzione "scienze della comunicazione", al plurale, ci si riferisce all'insieme delle scienze sociali coinvolte nella ricerca in quest'àmbito, con "scienza della comunicazione" si intende la sociologia dei processi comunicativi. Il lavoro dei sociologi americani Melvin DeFleur e Sandra Ball-Rokeach, pubblicato in forma di manuale per la prima volta nel 1985, raccoglie i presupposti teorici fondamentali per lo studio della comunicazione ed è considerato la base di tutti gli studi comunicazionali, anche se questi hanno origini più remote, e cioè nella sociologia di immediata derivazione marxista della scuola di Francoforte. Un'altra scuola famosa è quella di Palo Alto, facente riferimento a Marshall McLuhan.
Un altro importante modello teorico di approccio sociologico è stato proposto da John Baptist Thompson in quella che in origine era la sua tesi di dottorato, nota in italiano con il titolo "Mezzi di comunicazione e modernità. Una teoria sociale dei media". In tale saggio Thompson propone un modello teorico efficacissimo per comprendere l'influenza determinante che i media hanno sui comportamenti umani.
Alla sociologia interessa il processo comunicativo in quanto tale, analizzando il suo concreto atteggiarsi nei contesti sociali, a livello micro (per il quale la teoria più famosa è la metafora teatrale di Erving Goffman) e a livello macro, e partendo dal presupposto che la comunicazione è la principale attività umana in quanto «non si può non comunicare».
La sociologia si occupa anche di tutti gli aspetti della comunicazione d'impresa: relazioni pubbliche, pubblicità, corporate communication, customer relationship management e, anche attraverso la metodologia della ricerca sociale (che si avvale di tecniche statistiche per la rilevazione dei dati e della sociologia per le analisi qualitative degli stessi), marketing analitico, strategico e operativo. Insieme con la scienza politica si occupa di comunicazione pubblica e sociale.
Considerando la definizione di Fred N. Kerlinger e Howard B. Lee, in base alla quale una teoria scientifica è anche ciò che consente di fornire spiegazioni e previsioni di fenomeni attraverso procedimenti logico-deduttivi e non sperimentali, la sociologia ha sistematizzato i modelli teorici di approccio agli studi comunicativi, prendendo in considerazione sia quelli di derivazione scientifico-sociale sia quelli filosofico-speculativi. Si possono distinguere fondamentalmente cinque grandi scuole di pensiero, che sono fondamentalmente le quattro grandi correnti della sociologia, a loro volta distinte in oggettiviste e soggettiviste, che applicano ai processi comunicativi la stessa visione complessiva e generale che hanno della realtà:
- lo "struttural-funzionalismo" (corrente oggettivista), di derivazione linguistica e concentrato sull'organizzazione del linguaggio. Talvolta distinto rispettivamente in strutturalismo, con riferimento alla linguistica di Ferdinand de Saussure, e in funzionalismo, con riferimento alla sociologia su di essa basata, e segnatamente il modello organicista di Herbert Spencer e il funzionalismo di Émile Durkheim e Talcott Parsons, considera i sistemi sociali come corpi organici. La comunicazione non sarebbe che uno dei processi attraverso i quali verrebbero soddisfatte le esigenze di questi organismi, strutturalmente invariabili. In questo gruppo di teorie i risultati dei processi comunicativi sono visti perlopiù come oggettivi e non intenzionali. Infatti il presupposto della teoria linguistica sottesa è che a un significante corrisponde necessariamente un determinato significato (indipendenza del segno): l'eventuale non corrispondenza semantica tra ciò che si sa in astratto e ciò che esiste in concreto costituisce semplicemente una non verità. Il segno ha cioè carattere di assoluta universalità all'interno del contesto di riferimento (comunità di locutori o singolo sistema sociale, non considerato però nell'accezione di culturale) e pertanto il ruolo dell'interprete ha valore limitatamente alla sua conoscenza.
- le "teorie critiche" (oggettiviste). Includono la teoria del conflitto di Karl Marx. Tra di esse, la teoria critica della società della scuola di Francoforte e il femminismo. Negli anni '90 del XX secolo si è sviluppata in Italia una scuola di studi socio-comunicazionali in prospettiva di genere, iniziata da Milly Buonanno. Tuttavia tale filone non può essere completamente inquadrato nelle teorie critiche e fa riferimento al filone interdisciplinare dei cultural studies, che coinvolge anche la linguistica, l'antropologia, l'economia e la scienza politica.
- le "teorie cognitivo-comportamentali" (soggettiviste). Anche qui i più pignoli distinguono in cognitivismo e comportamentismo. Queste teorie hanno carattere squisitamente psicologico e il loro interesse centrale non risiede nelle strutture sociali e culturali ma nell'individuo, anche se colto nelle manifestazioni oggettive e non nell'introspezione. Questo carattere fa assumere loro importanza centrale per la psicologia sociale, ma sono state talvolta richiamate anche in campo sociologico come teorie dello stimolo e della risposta, anch'esse di tipo biologico, come quelle funzionalistiche, ma non organiciste, bensì neurali. Esse studiano le relazioni che intercorrono tra le variabili cognitive che agiscono nel corso dei fenomeni: per poter studiare i fenomeni stessi, vanno isolate e analizzate quelle più importanti.
- le "teorie interazionali, convenzionali e interpretative" (soggettiviste). Queste teorie sostengono che la vita sociale è un processo di interazione dal quale risultano le strutture e le funzioni. La comunicazione è la principale forma di interazione e dunque la forza preminente, che fa da collante per la società stessa. Esse studiano dunque la costruzione dei significati, visto come convenzione (e non come arbitrio) elaborata attraverso la comunicazione. A differenza della teoria del conflitto e di quelle organiciste, esse sono soggettiviste e non oggettiviste. A loro avviso, i significati si costruiscono attraverso processi di mediazione simbolica (e non di semplice negoziazione comunicativa), che hanno carattere rituale. Fenomenologia, ermeneutica ed etnografia possono essere considerate sottocategorie di questa corrente. Anche la sociolinguistica e la pragmatica, che studiano i significati in rapporto ai contesti, sono generalmente collegate a queste correnti.

### Psicologia
Un contributo allo studio dei processi di comunicazione di massa proviene dalla psicologia cognitiva e dalla psicologia sociale. La psicologia si occupa principalmente di due elementi:
- nell'ambito delle comunicazioni di massa, l'impatto che i mezzi di comunicazione hanno sulla psiche dei singoli individui o sulla psiche collettiva;
- nell'ambito della comunicazione d'impresa, e più specificamente per il marketing strategico e la pubblicità, il comportamento d'acquisto e le tecniche di persuasione del cliente.

I due elementi sono studiati soprattutto mediante approcci psicosociali, mentre dei comportamenti dei singoli individui in relazione ai loro effetti si occupano soprattutto i cognitivisti.

### Semiotica
La semiotica è la teoria dei segni. Essa, soprattutto nella sua versione strutturale, generativa e interpretativa, ha da sempre sviluppato il suo interesse speculativo verso la comunicazione, in ogni suo aspetto individuale e collettivo, inglobando il fenomeno nella più ampia sfera della significazione, ossia di tutto ciò che gli esseri umani usano per dare senso a se stessi e al mondo: dalla verbalità delle lingue alle immagini, dalla gestualità allo spazio, dal corpo nella sua complessità a, soprattutto, una continua mescolanza e ibridazione di tutto ciò. Oggi la semiotica generativa trova spazio in molteplici àmbiti di riflessione e applicazione, soprattutto nel disegno industriale e nella comunicazione pubblicitaria e visiva.

In Italia, nonostante l'enorme influenza di Umberto Eco, la semiotica non gode in àmbito accademico di un riconoscimento univoco ufficiale. Gli insegnamenti di semiotica e semiologia (ad esempio Semiotica generale, Semiotica del testo, Semiotica narrativa) afferiscono quasi sempre al settore scientifico-disciplinare della filosofia del linguaggio (M-FIL/05, precisamente Filosofia e teoria dei linguaggi), più raramente a quello dell'estetica (M-FIL/04), ma anche, specie quando si tratta di insegnamenti di semiotica delle arti e dello spettacolo, in settori del raggruppamento L-ART.

### Altri settori
- comunicazioni di massa
- comunicazione pubblica
- comunicazione sociale
- comunicazione d'impresa
- comunicazione politica

### Altri contributi
Altri contributi allo studio dei processi comunicativi vengono dai diversi rami della linguistica, dall'antropologia, dai cultural studies, mentre le scienze dell'educazione e della formazione si occupano dell'educazione all'uso dei media nonché, insieme con la psicologia e la stessa sociologia, dell'ottimizzazione dei processi comunicativi aziendali interni.
La scienza politica si occupa di studiare la nascita e l'evoluzione delle esigenze informative e di pubblicità degli atti parlamentari e della pubblica amministrazione, dell'e-government, della multimedialità e dell'implementazione delle nuove tecnologie nella pubblica amministrazione, nonché di analizzare, osservare e implementare strategie di comunicazione politica. Studia altresì la libertà informativa e più in generale comunicativa in rapporto al sistema politico, non nel diritto, come fa la scienza giuridica, ma nel suo concreto atteggiarsi.
La storia si occupa della nascita e dell'evoluzione dei mezzi di comunicazione nel tempo e la storia sociale del cambiamento della società in relazione alla loro introduzione, nonché del loro impatto sulle abitudini sociali in una prospettiva storica.
La geografia si occupa delle trasformazioni dello spazio dovute all'impatto di mezzi, strumenti e reti di comunicazione, tant'è che negli ultimi anni si sta cominciando a sviluppare una branca della geografia antropica detta proprio geografia della comunicazione, derivata soprattutto dalla geografia economico-politica ma presentante forti assonanze con la geografia culturale.
La scienza giuridica si occupa della regolamentazione giuridica della comunicazione: per diritto dell'informazione solitamente si intende quella branca del diritto pubblico (in particolare costituzionale e amministrativo) che studia la normativa a proposito dei mezzi di comunicazione di massa, che, in alcuni ordinamenti, può avere anche risvolti penalistici, con particolare riferimento alla tutela della personalità, dell'onore, del decoro e della reputazione nonché ai reati politici e d'opinione. Anche il diritto privato però si occupa di comunicazione: il diritto dell'immagine e il diritto d'autore, sebbene trasversali, riguardano molto più la sfera privatistica (e in particolare, per gli aspetti che riguardano la tutela degli interessi economici derivanti dallo sfruttamento dell'immagine e delle opere dell'ingegno, quella civilistica), come pure, più in generale, la tutela giurisdizionale e non giurisdizionale degli interessi legittimi derivanti dall'uso dei mezzi di comunicazione.
L'organizzazione delle imprese si occupa di management dei processi comunicativi aziendali.
Ulteriori contributi, soprattutto di tipo operativo, provengono dalla linguistica computazionale, campo di studi radicato e particolarmente sviluppato nell'Università di Salerno, dove diedero vita al primo dipartimento di ricerca in scienze della comunicazione d'Italia proprio dei linguisti: Emilio d'Agostino, Tullio De Mauro, Annibale Elia.
Infine anche l'antropologia si occupa di significazione, sebbene, a differenza della semiotica, in stretto rapporto con il contesto che studia correlativamente e non indipendentemente dal segno.

## In Italia
Anche se il sito ufficiale dell'Università di Bologna riporta che questa è stata la prima università a offrire un corso di laurea in Scienze della comunicazione, attivato nel 1992,, in realtà le sedi pilota in cui fu istituito il corso di laurea, di cui alla tabella XL annessa al R.D. 1592/1933 come da modifica del 1989, furono le facoltà di Lettere e filosofia delle università di Salerno, Torino e Siena, ove il corso di laurea iniziò a essere erogato nell'anno accademico 1990-1991. Nel 1992-1993 si aggiunsero la facoltà di Lettere e filosofia dell'ateneo felsineo, la facoltà di Sociologia dell'Università degli studi di Roma "La Sapienza" e la facoltà di Scienze della formazione dell'Università degli studi di Palermo. Era comunque già attivo un insegnamento ufficiale di Teorie e tecniche delle comunicazioni di massa in numerose facoltà di Scienze politiche, Sociologia e Lettere e filosofia di molti atenei italiani; il primo insegnamento di questo tipo era stato attivato una ventina d'anni prima presso la facoltà di Scienze politiche "Cesare Alfieri" dell'Università di Firenze.